# Erika Fasana
Erika Fasana (Como, 17 de febrero de 1996) es una deportista italiana que compitió en gimnasia artística.
Ganó una medalla de plata en el Campeonato Europeo de Gimnasia Artística de 2012, en la prueba por equipos. Participó en dos Juegos Olímpicos de Verano, ocupando el séptimo lugar en Londres 2012 (concurso por equipos) y el sexto en Río de Janeiro 2016 (suelo).

## Palmarés internacional
| Campeonato Europeo | Campeonato Europeo | Campeonato Europeo | Campeonato Europeo   |
| Año                | Lugar              | Medalla            | Prueba               |
| ------------------ | ------------------ | ------------------ | -------------------- |
| 2012               | Bruselas (Bélgica) | Medalla de bronce  | Concurso por equipos |